# متشابه القرآن ومختلفه
متشابه القرآن ومختلفه تفسير لكتاب اللّه المجيد، يتألّف من جزئين، من تأليف محمد بن علي بن شهر آشوب السروي المازندراني، المتوفّى (سنة 588 هـ‌)، بذل فيه جهداً كبيراً على وفق المنهج الموضوعيّ للقران الكريم، وذلك بجمع الآيات المتشابهة في موضوع مُعيّن، ثمّ استخلص رؤية القرآن حيال هذا الموضوع منها، ولم يقتصر على ذلك فقط، بل تناول فيه ما اختلف العلماء والفقهاء في تفسيرها.

## المؤلف
أبوجعفر محمّد بن عليّ بن شهر آشوب بن أبي نصر بن أبي الجيش المازندرانيّ (488 هـ أو 489 هـ - 588 هـ) المعروف بـابن شهر آشوب والملقب بـ«رشيد الدين» و«عزّ الدين». هو عالم دين شيعي إيراني. من فقهاء الشيعة ومحدثيهم في أواخر القرن الخامس وأوائل القرن السادس الهجريين. له مصنفات كثيرة كـالمناقب ومعالم العلماء . ويُستشَفّ من نسبة السَّرَويّ إليه، وإلى أبيه وجدّه أنّهم كانوا من مدينة ساري مركز محافظة مازندران. أما محل ولادته فلا يوجد رأي قاطع فيما إذا كان في مازندران أو في غيرها. توفي في حلب سنة 588 هـ (1192 م)، ودُفن في جبل الجوشن قريباً من الموضع المشهور بمشهد الحسين.

## منهجه في الكتاب
وقد نهج ابن شهرآشوب- طريقة مثلى في تبويب كتابه النفيس والذي قل نظيره- منهجا جديدا، في تفسير القران المجيد، يعبَّر عنه في الدراسات الحديثة ( بالمنهج الموضوعي ) وهوالمنهج الذي لايتناول المفسر فيه تفسيرالقرآن آية فآية بالطريقة التي يمارسها في المنهج التجزيئي، بل يحاول القيام بالدراسة القرآنية لموضوع من موضوعات القرآن العقائدية أوالاجتماعية، كعقيدة التوحيد، أوالنبوة، أوسنن التأريخ في القرآن...ويستهدف التفسير الموضوعي من القيام بهذه الدراسات تحديد موقف نظري للقرآن الكريم، ومن ثم للرسالة الإسلامية من ذلك الموضوع.  وعلى غرار هذا المنهج أسس ابن شهر آشوب كتابه ( متشابه القرآن والمختلف فيه )، إذ جمع فيه أنواع التشابه وأسبابه، ولم يترك آية من الآيات المتشابهات إلا ورتبها على حسب موضوعها، وكانت على عشرة أبواب.
ولم يتوقف في كتابه على معرفة المحكم والمتشابه وإرجاعه إلى المحكم، إنّما تجاوزه إلى ما أختلف فيه العلماء والفقهاء في مسائل الفقه وأصوله، وأسباب النزول، والناسخ والمنسوخ، والنحو والصرف والبلاغة، وهذا يكشفت عن غزارة علمه وعبقريته الفذة، التي قل نظيرها بين معاصريه.

## أقوال العلماء في كتابه
قال محمد هادي معرفة في حق هذا الكتاب: هو من خير ما كتب في متشابهات القرآن بأجمعها، وأشملها، وأتقنها إحكاما وبياناً، وتفصيلاً وصفه على أسلوب طريف..... وما إلى ذلك ترتيباً طبيعياً، منسجماً سهل التناول، قريب المنال في عبارات سهلة جزلة.  و يتميز هذا الكتاب كما يقول السيد هبة الدين الشهرستاني:
بحسن أُسلوبه وتبويبه، وبداعة ترتيبه، إذ صاغ المُصنَّف مصنِّفُه العلامة المتفنّن على دوائر العلوم الإسلامية، فوزَّع المتشابهات على ذاك النَّسق مُبتدئاً من أبواب التوحيد، وصفات الله، فأبواب العدل والتنزيه إلى أبواب النبوة، والإمامة، فالمعاد يوم القيامة، ثُم أبواب الفقه والتشريع ... ثُم الفنون الأدبية والعربية. وهذا الوضع البديع نادرٌ غيرُ مسبوق، يعين الطالب في تسهيل المطالب ... مع حُسن أُسلوبه، وسبكه البديع في انتقاء المعاني المهمّة، وانتخاب المطالب الفذّة ... بفصاحة لفظٍ تعانق بلاغة المعنى بإيجاز واختصار جعلتا هذا السِّفْر النفيس جديراً للمصاحبة والتدريس.
وهو من كتب التفسير المهمة التي لا يستغني عنها من يريد أنْ يفهم كلام الله ويقف على معانيه، وأسرار بلاغته، وقد جمع فيه المؤلف بين التفسير والتأويل في ضوء الحديث، وأقوال المفسرين، وأدلة الشرع، ومقتضى العقل، وقانون اللغة العربية.

### طباعته
طبع هذا الكتاب لأول مرة في بومبي سنة 1313 هـ في أربعة أجزاء طبعة رديئة جداً، ثم طبع في إيران مرتين في جزئين سنة 1317 هـ، طبعة غير خالية من الأغلاط ثم بادر الشيخ محمد كاظم الكتبي فجدد طبعه بمطبعة الحيدرية في ثلاثة أجزاء، طبعة متقنة، فقام بتصحيحه وشرحه ومقابلته على نسخ خطية، لجنة من أساتذة النجف الاشرف وذلك سنة 1376 هـ - 1956 م.

## أبواب الكتاب
قسّم المؤلف كتابه إلى عشرة أبواب، وتلك الأبواب مقسّمة إلى فصول وجمع في كل فصل الآيات المتشابهات التي اجتمعت بالدلالة، أو القرينة، أو الوجه أو سبب التشابه، أو نوعه.  وتلك الأبواب نظمها على وفق هذا النسق.
- باب مايتعلق بابواب التوحيد: ويحتوي على 58 فصلاً، يتضمن الآيات الدالة على صفات الذات، وصفات الكمال وكل ما دلَّ على التجسيم، كاليد، والوجه، والعين، والاستواء على الكرسي وغيرها، مؤولاً كل ما ينافي عقيدة التوحيد في الذات والصفات، كما تناول الآيات المتشابهات المتعلقة بخلق السموات والأرض، وخلق الإنسان والشمس والقمر، وما يتعلق بالملائكة وإبليس والجن والسحر وغيرها.
- باب العدل: وتضمن 38 فصلاً، اشتملت بعض فصوله على العدل الإلهي، وفصول على الآيات الدالة على الهداية والإضلال والفتنة، وأخرى على الغواية، والإرادة، والمشيئة، وخلق أفعال العباد، والظلم والمكر والخديعة والفتنة والاستهزاء وغيرها.
- باب مما جاء في النبوات: وتضمن 37 فصلاً، منها: عشرة فصول تتعلق بنبينا محمد صلى الله عليه وآله والأخرى تضمنت الآيات المتشابهات المتعلقة بالنبوة والعصمة والوحي، وقصص الأنبياء عليهم السلام
- باب ما يتعلق بالإمامة: وقد اشتمل على 24 فصلاً، قسم منها، خصص في فضائل أمير المؤمنين عليه السلام والنص على إمامته وإمامة الأئمة الأطهار عليهم السلام، وقسم اشتمل على خصائص الإمامة.
- باب المفردات: اشتمل على 21 فصلاً، ذكر فيه الآيات المتشابهات في باب المعاد، وما يتعلق به من التوبة، والأجل، والرجعة والصراط والشفاعة، ووصف الجنة والنار.
- باب ما يتعلق بأصول الفقه: وذكر فيه 10 فصول، تناول فيه صيغ الأمر والشرط، والاستثناء، والتخصيص، وأنواع النسخ، وخبر الواحد، والقياس والإجماع وغيرها.
- باب فيما يحكم عليه الفقهاء: تضمن 23 فصلاً، ذكر فيه آراء الفقهاء، انطوت على دلالات فقهية في الوجوب والتحريم والاستحباب في فصول الطهارة والوضوء والتيمم، والصوم والحج والعمرة والجهاد والنكاح، والطلاق والرضاع والكفارات وغيرها.
- باب الناسخ والمنسوخ: وذكر فيه فصلين، فرّق فيهما بين الآيات الناسخة والآيات المنسوخة.
- باب مما جاء من طريق النحو: اشتمل على 18 فصلاً، بيّن فيه الآيات المتشابهة التي يكون النحو سبباً فيها، كالتأنيث والتذكير، والعدد والغلبة، والاستثناء، والشرط والتأكيد وغيرها.
- باب النوادر: وذكر فيه 7 فصول، عرض فيها للبلاغة القرآنية في الحقيقة والمجاز، والاستعارة والإبدال، والحذف والإضمار، والقصر وفي اقتسام معاني القرآن، ومواقع حروف المعاني وغيرها.[6]\